# 新宿・渋谷エリートバラバラ殺人事件
新宿・渋谷エリートバラバラ殺人事件（しんじゅく・しぶやエリートバラバラさつじんじけん）とは、2006年（平成18年）12月に東京都内（新宿区・渋谷区など）で、切断された遺体が見つかった殺人、死体損壊・遺棄事件（バラバラ殺人）。

## 遺体発見
2006年（平成18年）12月16日、東京都新宿区西新宿の路上で、ビニール袋に入った上半身だけの遺体が見つかる。当初、歌舞伎町に近い新宿という土地柄、被害者を外国人と断定し、暴力団関係者・中国系マフィアなどによる犯行（抗争事件）という見方が強かった。
同年12月28日、東京都渋谷区内の空民家の庭で下半身のみの切断遺体が発見される。この下半身遺体と、西新宿で見つかった上半身遺体のDNAが一致し、この遺体は会社員の男性（当時30歳）と判明した。被害者の男性は外資系不動産投資会社に勤務し、かなりの収入を挙げていたため、「エリート殺人事件」と称されるようになった。
最初の遺体発見から約1か月経った2007年（平成19年）1月10日、死体遺棄容疑で女を逮捕。逮捕されたのは、被害者の2歳年上の妻であった。逮捕後、東京都町田市の芹ヶ谷公園で頭部を発見。「手首はゴミと一緒に捨てた」と供述している。

## 事件の経緯
夫妻は2002年11月頃に知り合い同年12月より同棲を始め、翌年（2003年）3月に結婚する。裁判では、出会いから結婚までの期間を“いろいろあった末に結婚”と表現されているが、妻は妊娠を期に結婚したが、当時は法律事務所のアルバイトで経済力のない夫と家庭を持つことに不安を感じ、同年3月上旬に堕胎している。
夫妻は結婚後数ヶ月で不仲になったとされ、妻は夫からドメスティックバイオレンス（DV）を受け、心的外傷後ストレス障害（PTSD）を発症したと供述。妻は一時期、夫の暴力から逃れるためシェルターと呼ばれる保護施設に避難した。また、互いに不倫相手がいたとも供述している。
2006年（平成18年）12月12日早朝、妻は就寝中の夫を中身の入ったワインボトルで殴り殺害。自宅で遺体を切断し、その後自宅をリフォームするなど隠蔽工作も図っていることから計画性ある犯行と憶測を呼んだ。また、殺害から約1カ月後に夫を装って高校時代の同級生にメールを送信していた。一方で事件の2日後にタクシーを使い上半身を東京都新宿区の路上へ遺棄。持ち運びに疲れたために下半身を東京都渋谷区の民家に遺棄し、バッグに頭部を入れ電車に乗り東京都町田市の公園に遺棄したと供述。短絡的な犯行ともいわれている。
妻逮捕の決め手となったのは、夫の上司が自宅マンションの防犯カメラで帰宅する夫の姿を確認したことである。事件発覚前の前日（12月15日）には妻が捜索願を出していた。

## 裁判
2007年（平成19年）2月21日に殺人、死体損壊・遺棄罪で起訴された後、公判前整理手続が適用された。
2007年（平成19年）12月20日、東京地裁（河本雅也裁判長）で初公判が開かれ、妻は起訴事実を認めた。一方、弁護側は「心神喪失あるいは心神耗弱の疑いがあった」として刑事責任能力について争う姿勢を見せた。裁判の中で注目を集めたのは、妻の犯行時の精神状態、責任能力の有無であった。
2008年（平成20年）2月7日、被告人質問が行われ、夫からの暴力について「婚姻届を出した約1週間後から始まった」と供述した。また、夫から暴力を受けた理由については「『離婚してほしい』というと浮気を疑われた」などと説明した。
2008年（平成20年）3月10日、精神科医に対する鑑定人尋問が行われ、本事件の裁判で注目の精神鑑定において、検察、被告人の鑑定証人が共に犯行時は心神喪失状態との判断を下す異例の事態が報告された。この裁判は裁判員制度を踏まえた裁判のモデルケースとしても注目され、裁判のなかで弁護側、検察側が同時に鑑定した医師に対し質問するといった異例の形式を取った。
2008年（平成20年）3月24日、検察側は鑑定内容に問題があるとして再鑑定を東京地裁に請求した。しかし、東京地裁は「必要ない」として請求を却下した。
2008年（平成20年）4月10日、論告求刑公判が開かれ、検察側は「精神鑑定の結果は全く信用できない。被告には完全な責任能力があった」として懲役20年を求刑した。一方、弁護側は「被告に責任能力はなかった」と精神鑑定の結果を踏まえて改めて無罪を主張し、裁判が結審した。
2008年（平成20年）4月28日、東京地裁（河本雅也裁判長）で判決公判が開かれ「殺害行為は、被告がその意思や判断に基づいて行ったもので、犯行時に被告には完全責任能力があった」として妻に懲役15年の判決を言い渡した。
判決では、精神鑑定について「責任能力は犯行時の行動や動機などを総合的に判断するもので鑑定結果には拘束されない」とした。その上で妻の犯行時における行動や犯行動機が明瞭で、犯行後に死体遺棄や隠蔽工作を行っている点を重視し、「殺害行為は、被告の意思に基づくもので、当時の精神障害は犯行の実現に影響を与えていたものの責任能力に問題を生じさせるほどのものではなかった」として妻の完全責任能力を認めた。
さらに量刑については「無防備の被害者を殴打して殺害し、遺体を切断した犯行は余りにも残酷で、刑事責任は重い」と懲役15年とした理由を述べた。妻側の弁護人はこの判決を不服とし同年5月9日に控訴した。
2009年（平成21年）3月31日、東京高裁（出田孝一裁判長）で控訴審初公判が開かれ、弁護側は「犯行当時は心神喪失状態だった」と一審に続いて無罪を主張、検察側は「責任能力があったとする1審の判断は適正だ」として控訴棄却を求めた。また、裁判長は3回目の精神鑑定を行う方針を示した。
2009年（平成21年）6月19日、東京高裁（出田孝一裁判長）は3回目の精神鑑定を実施することを決定した。
2010年（平成22年）5月18日、控訴審第2回公判が開かれ、検察側は3回目の精神鑑定で責任能力を認める結果が出たことを踏まえて控訴棄却を求め、弁護側は「犯行時は心神喪失状態だった」として改めて無罪を主張、控訴審が結審した。
2010年（平成22年）6月22日、東京高裁（出田孝一裁判長）で控訴審判決が開かれ、一審・東京地裁の懲役15年の判決を支持し、弁護側の控訴を棄却する判決を言い渡した。
2010年（平成22年）6月29日までに弁護側は最高裁へ上告する上訴権を放棄したため、妻の懲役15年の判決が確定した。

## 映画化
- 本事件を題材にした映画『ひかりをあててしぼる』が2016年12月3日に公開された[29]。